# Aquila (Michoacán)
Aquila è una municipalità dello stato di Michoacán, nel Messico centrale, il cui capoluogo è la località omonima.
La municipalità conta 23.536 abitanti (2010) e ha un'estensione di 2.265,56 km².
Il nome della località significa paese dei coltivatori.